# محوطه تنگ لاشون ۱
محوطه تنگ لاشون ۱ مربوط به هزاره ۱–۳ قبل از میلاد است و در شهرستان جاسک، بخش بشاگرد، دهستان سردشت، روستای پشتگر، تنگ لاشون (۵ کیلومتری شرق پشتگر)، نرسیده به آبگرم واقع شده و این اثر در تاریخ ۲۳ بهمن ۱۳۸۵ با شمارهٔ ثبت ۱۷۳۶۵ به‌عنوان یکی از آثار ملی ایران به ثبت رسیده است.